# Agénór (syn Pleuróna)
Agénór nebo Agénor nebo Agenor (starořecky Ἀγήνωρ) je v řecké mytologii syn Pleuróna a jeho manželky Xanthippy.
Agénór byl vnukem Aitóla a tak potomkem Endymiona. Jeho manželkou se stala Epikasté, dcera strýce Kalydóna, která mu porodila syna Porthaóna a dceru Démoniké. Dle antického autora Pausania byl synem Agénóra i Thestios, otec Lédy, manželky spartského krále Tyndarea.